# Непское муниципальное образование
Непское сельское поселение — муниципальное образование со статусом сельского поселения в
Катангском районе Иркутской области России. Административный центр — село Непа.

## Население
| 2010 | 2011 | 2012 | 2013 | 2014 | 2015 | 2016 |
| ---- | ---- | ---- | ---- | ---- | ---- | ---- |
| 546  | ↘544 | ↘534 | ↘520 | ↘503 | ↘479 | ↘475 |
| 2017 |      |      |      |      |      |      |
| ↘447 |      |      |      |      |      |      |

По результатам Всероссийской переписи населения 2010 года
численность населения муниципального образования составила 546 человек, в том числе 279 мужчин и 267 женщин.

## Состав сельского поселения
| № | Населённый пункт | Тип населённого пункта       | Население |
| - | ---------------- | ---------------------------- | --------- |
| 1 | Бур              | село                         | ↘115      |
| 2 | Ика              | село                         | ↗53       |
| 3 | Непа             | село, административный центр | ↗300      |
| 4 | Токма            | село                         | ↘66       |